# Битка код Омдурмана
Битка код Омдурмана је вођена 2. септембра 1898, у којој је војска под командом британског генерала Херберта Киченера поразила војску Абдуала ел-Ташија, наследника самопроглашеног махдија Мухамеда Ахмеда. Битка је била демонстрација супериорноости врло дисциплиноване војске опрељене модерним пушкама, митраљезима и артиљеријом над двоструком већом војском, наоружаном старијим оружјем, и представљала је успех у британским напорима у поновном освајању Судана. Међутим, последње махдистичке снаге нису биле поражене све до битке код Ум Дивајкарата из 1899.